# Rotor (elektromotor)

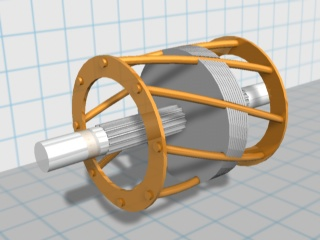
Rotorkooi van een inductiemotor. De draaiing van de kooi is lichtjes overdreven voor de duidelijkheid.

De rotor of het anker van een elektromotor of generator is het ronddraaiende deel. Afhankelijk van het type elektromotor heeft de rotor een verschillende opbouw. Zo worden er voor inductiemotoren (ook wel asynchrone motoren genoemd) kooiankers gebruikt, terwijl er voor synchrone motoren of gelijkstroommotoren rotorwikkelingen aanwezig moeten zijn.

## Geschiedenis
Een vroeg voorbeeld van elektromagnetische rotatie was de eerste roterende machine gebouwd door Ányos Jedlik, met elektromagneten en een commutator, in 1826-1827. Andere pioniers op het gebied van elektriciteit zijn onder meer Hippolyte Pixii, die in 1832 een wisselstroomgenerator bouwde, en construeerde William Ritchie's een elektromagnetische generator met vier rotorspoelen, een commutator en borstels (ook in 1832). De ontwikkeling van roterende machines omvatte al snel meer bruikbare toepassingen zoals de elektromotor uit 1834 van Moritz Hermann von Jacobi die 10 tot 12 pond kon tillen met een snelheid van één voet per seconde, ongeveer 15 watt mechanisch vermogen. In 1835 beschreef Francis Watkins een elektrisch "speelgoed" dat hij had gemaakt; hij wordt algemeen beschouwd als een van de eersten die de uitwisselbaarheid van motor en generator begreep.

## Werkingsprincipe
De wisselstroomseriemotor heeft zowel spoelen in de stator als in de rotor. Via koolborstels in de stator en de commutator op de rotor wordt een stroomkring verkregen met de verschillende spoel-paren. Doordat de rotor steeds een stukje verdraait onder invloed van de twee magneetvelden (stator versus rotor) worden er steeds weer andere spoelen in de rotor in de stroomkring geschakeld. Hierdoor blijft de rotor draaien, en kan zijn toerental zonder enige mechanische belasting erg hoog oplopen. (Het op hol slaan van een seriemotor)
De draairichting wordt bij gelijkstroommotoren bepaald door de polariteit van de aangelegde spanning (MITS de stator permanent magnetisch is!) Bij elektromagnetische statoren wordt de draairichting op dezelfde manier verwisseld als bij een wisselstroommotor. Wisselstroommotoren hebben normaliter geen permanente magneten in de stator. Bij wisselstroommotoren wordt dit bepaald door de ompoling van (ALLEEN) de statorspoelen.